# 7525 Кійохіра
7525 Кійохіра (7525 Kiyohira) — астероїд головного поясу, відкритий 18 грудня 1992 року.
Тіссеранів параметр щодо Юпітера — 3,579.